# Пурбус, Франс Младший
Франс Пурбус Младший, Франс Поурбюс Младший (нидерл. Frans Pourbus de Jongere; 1569, Антверпен — 1622, Париж) — южнонидерландский (фламандский) живописец эпохи Северного Возрождения. Известен прежде всего произведениями портретного жанра. Член знаменитой художественной семьи из Брюгге. Сын Франса Пурбуса Старшего, внук Петера Пурбуса.  

## Биография
Дед художника Петер Пурбус отправил своего сына Франса Пурбуса Старшего из Брюгге в Антверпен, чтобы тот стал учеником знаменитого в то время художника Франса Флориса де Вриндта. Как и его отец, Франс Старший преуспел в портретных работах, расширил свою клиентуру до Гента и Антверпена, но скончался в 1581 году после приступа лихорадки, и двенадцатилетний Франс Пурбус Младший уехал жить к деду Петеру в Брюгге. Здесь продолжилось его обучение, но и Петер умер в 1584 году, а пятнадцатилетний Франс ещё не был достаточно взрослым, чтобы стать независимым мастером.
Важным фактом является то, что, когда Франс Пурбус Младший в 1591 году стал мастером Гильдии Святого Луки в Антверпене, одной из его первых подписных работ был портрет Франса Франкена Первого, художника, который вместе с отцом Пурбуса Младшего и другими работали в мастерской Флориса. Возможно, это была дань уважения их общему учителю.
Франс Пурбус Младший быстро превратился в талантливого портретиста и стал получать заказы от высших слоев населения Антверпена. Он также привлёк внимание членов Брюссельского суда. В 1592 году он изобразил одного из советников короля Испании Филиппа II Николаса Хеллинкса и его жену. В том же году он увековечил первого медика эрцгерцога Австрийского Эрнста, левенского профессора Петруса Рихардуса. Кроме того, он написал множество портретов других именитых заказчиков. Стиль этих работ тесно связан с традиционным портретным искусством XVI века, каким мы его знаем по произведениям Петера и Франса Старшего, а также по картинам Антониса Мора.
В 1594 году в Брюсселе стал придворным художником испанских наместников Фландрии. В 1599 году молодой мастер получил заказ от эрцгерцогов Альбрехта (1559—1621) и Изабеллы (1566—1633). Он увековечил чету Габсбургов, а его работы стали основой иконографии эрцгерцогов, которая была создана в качестве пропаганды католической лиги во время Нидерландского восстания.
В 1600 году Франс переехал в Мантую по приглашению герцога Винченцо I Гонзага. До 1609 года одновременно с Рубенсом работал там в качестве портретиста герцогского двора. Выполнял заказы высоких персон, в частности императора Рудольфа II Габсбурга. Задачей Пурбуса было увековечить семью герцога, как его семью в Мантуе, так и некоторых родственников в остальной Европе. С этой целью он поехал в Инсбрук, Турин, Рим, Неаполь и Париж. Он также вознамерился создать галерею самых красивых подданных герцога женского пола.
В Париже художник работал при дворе короля Генриха IV Наваррского до конца жизни. В 1609 году французская королева Мария Медичи, также невестка Винченцо Гонзаги, попросила снова изобразить её семью. Франс Пурбус был рад откликнуться на просьбу выдающейся покровительницы искусств и создал последний прижизненный портрет французского короля Генриха IV, которого 14 мая 1610 года зарезал фанатичный католик Франсуа Равальяк. В этих неспокойных обстоятельствах Пурбусу, кажется, лучше было бы вернуться в Мантую, но королева-мать предложила ему остаться в Париже и стать придворным художником её сына Людовика XIII.
Франс Пурбус поселился в предместье Сен-Жермен в Париже и построил собственную студию, где нанял нескольких учеников. Только двое из них известны по именам: Луи Бобрен (?-1627) и Юстус Сустерманс (1597—1681). Последний позже станет придворным портретистом Медичи во Флоренции и продолжит стиль Пурбуса.
Пурбус влюбился в Элизабет Франкен, дочь Иеронима Франкена, у них родилась внебрачная дочь Элизабет Пурбус (1614-?). Франс Пурбус Младший умер 9 февраля 1622 года в Париже в возрасте около пятидесяти трёх лет.

## Творчество
Творчество этого художника является важным звеном в развитии голландского портретного искусства: Франс Пурбус Младший сумел соединить различные тенденции в нидерландской живописи XVI века и способствовал переходу от эстетики Северного Возрождения к стилю барокко XVII столетия.
Индивидуальный стиль Пурбуса складывался постепенно. Он открывал новые пространственные отношения, изображал персонажи всё более живыми, тщательно прорабатывая богатые ткани, одежды и драгоценности герцогской семьи, вносил живость и подвижность за счёт использования драпировок в декоре. Похожие черты присутствуют в творчестве Рубенса того же периода, и оба мастера, безусловно, оказывали влияние друг на друга. Портреты Пурбуса для «женской галереи» отличаются спокойной простотой, хотя он не упускает возможности изобразить портретируемых во всём их великолепии, при этом подчёркивая их добродетельность.
Роль Пурбуса как придворного портретиста мантуанского и парижского двора требовала выполнения особых задач. Прежде всего художник должен был увековечить королевскую семью. Ему предстояло создать галерею портретов детей Марии Медичи, которые должны выполнить свою роль на династическом поприще. Также создавалась иконография самой Марии Медичи, которая изображалась вдовой, что подчёркивает её значение королевы-матери. Пурбус писал портреты для Галереи короля в Лувре (разрушенной после пожара 1661 года) и украшал парижскую ратушу.
В санкт-петербургском Эрмитаже имеется портрет герцогини мантуанской Маргариты работы Пурбуса, а также два фрагмента картины «Групповой портрет советников парижского магистрата», когда-то украшавшей парижскую ратушу и уничтоженной во время французской революции.

## В литературе
Имя Франса Пурбуса Младшего упоминается в новелле французского писателя Оноре де Бальзака «Неведомый шедевр» (Le Chef-d’œuvre inconnu, 1831), позднее включённом в цикл «Человеческой комедии». Фабула такова. Начинающий художник Никола Пуссен, прибыв в Париж, спешит посетить мастерскую придворного портретиста Франса Пурбуса. Там он встречает некоего Френхофера, которого Пурбус называет великим мастером и своим учителем. Из разговора выясняется, что Френхофер уже десять лет трудится над портретом обнажённой куртизанки Екатерины Леско. Френхофер будто бы владел какими-то секретами мастерства и никому не показывал свою картину. Когда посетителям мастерской всё же удалось взглянуть на картину, то они не увидели ничего кроме хаоса непонятных мазков.

## Галерея

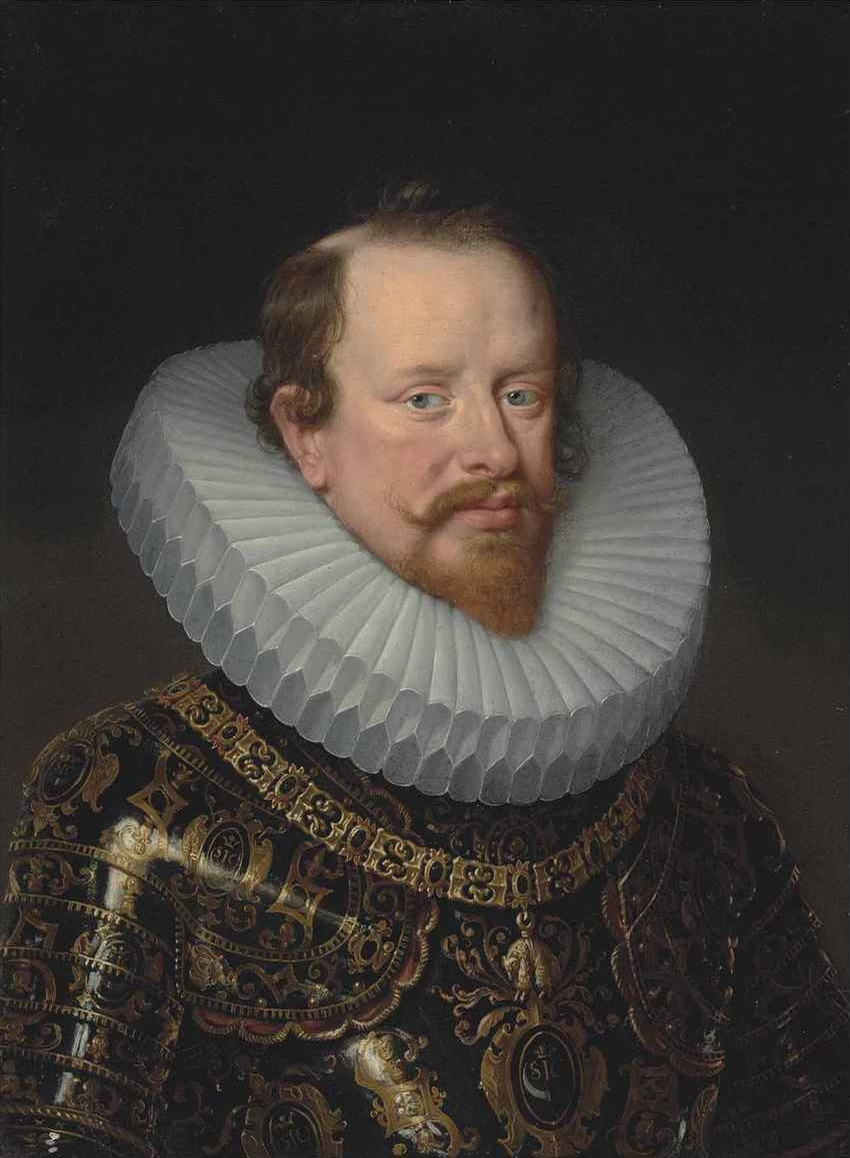
Портрет Винченцо Гонзага, герцога Мантуанского. Ок. 1606. Холст, масло. Местонахождение неизвестно
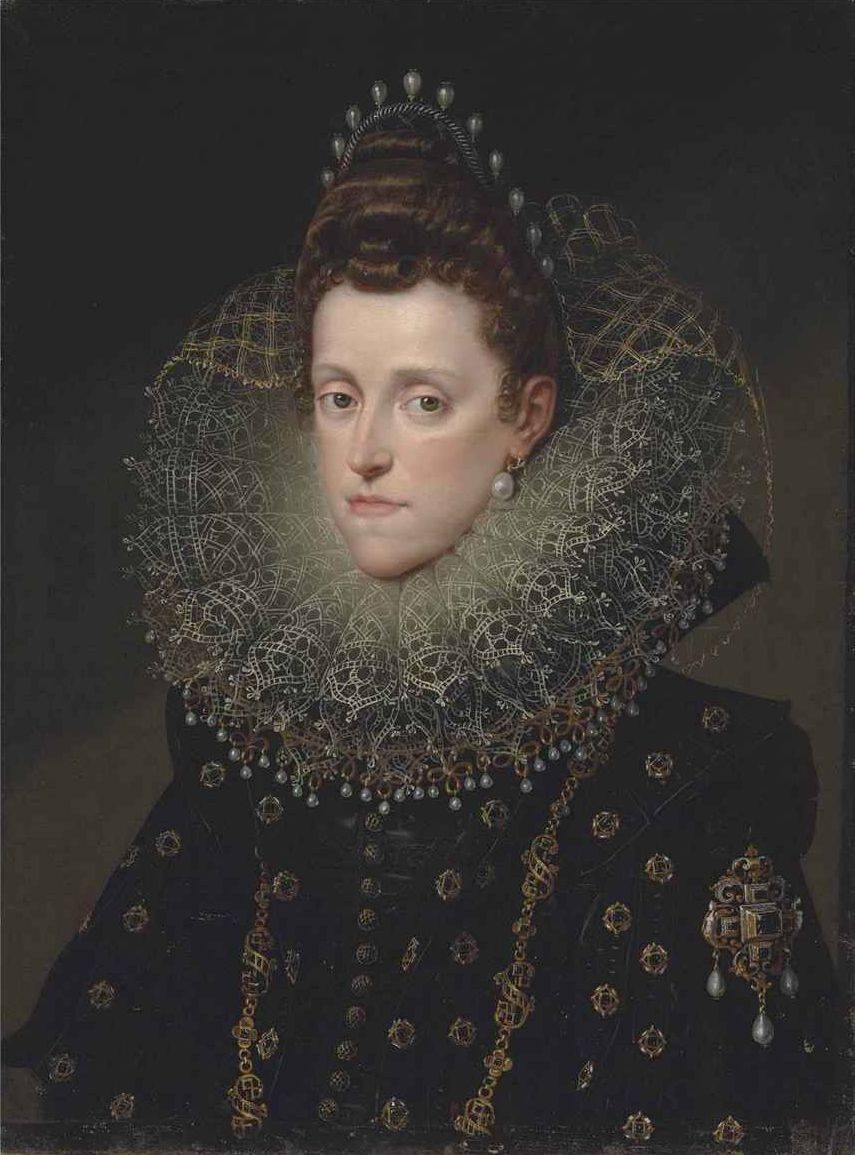
Портрет Элеоноры Медичи, герцогини Мантуанской (атрибутируется). Ок. 1606. Холст, масло. Частное собрание
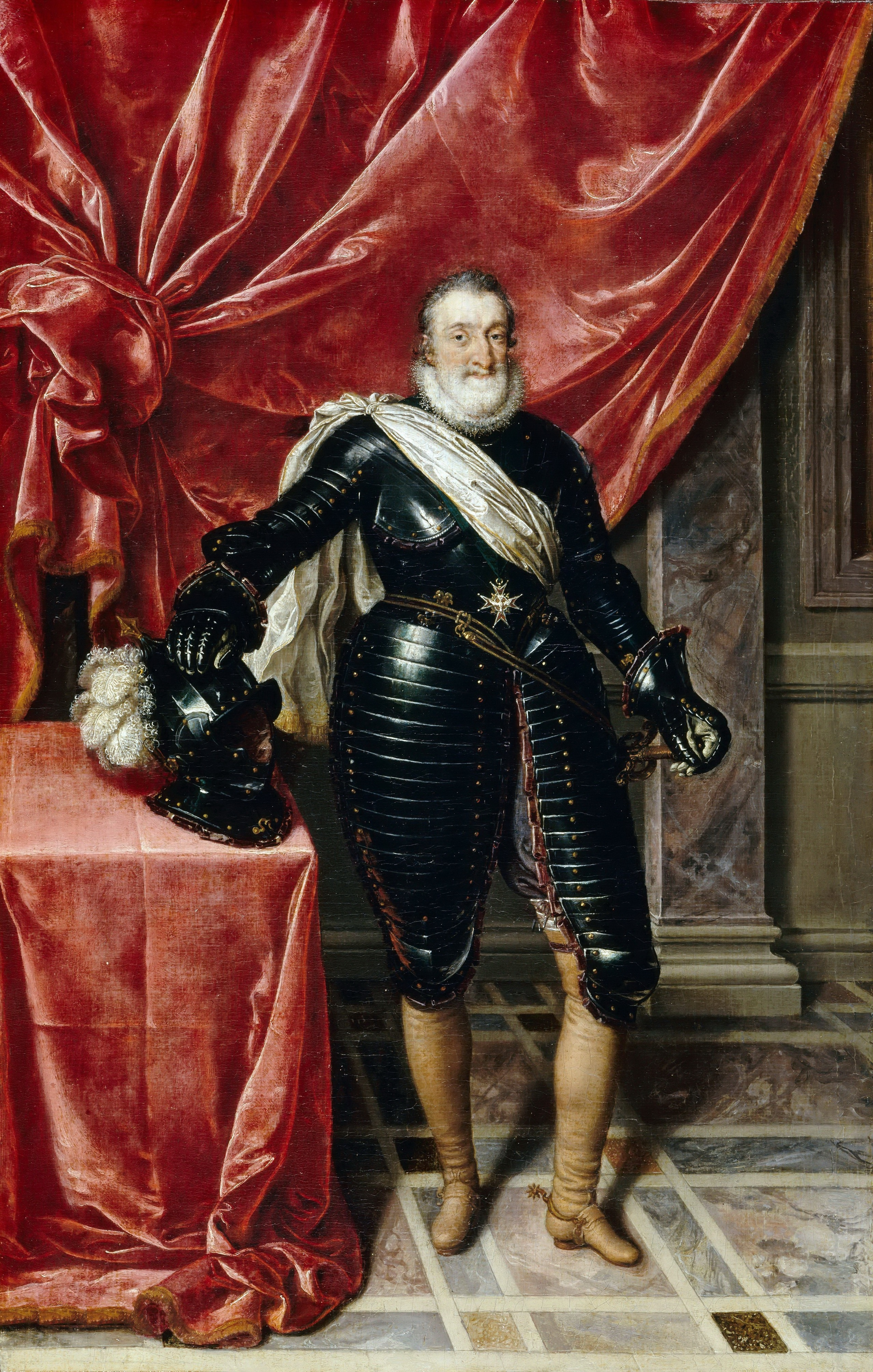
Генрих IV, король Франции. Ок. 1610. Холст, масло. Лувр, Париж
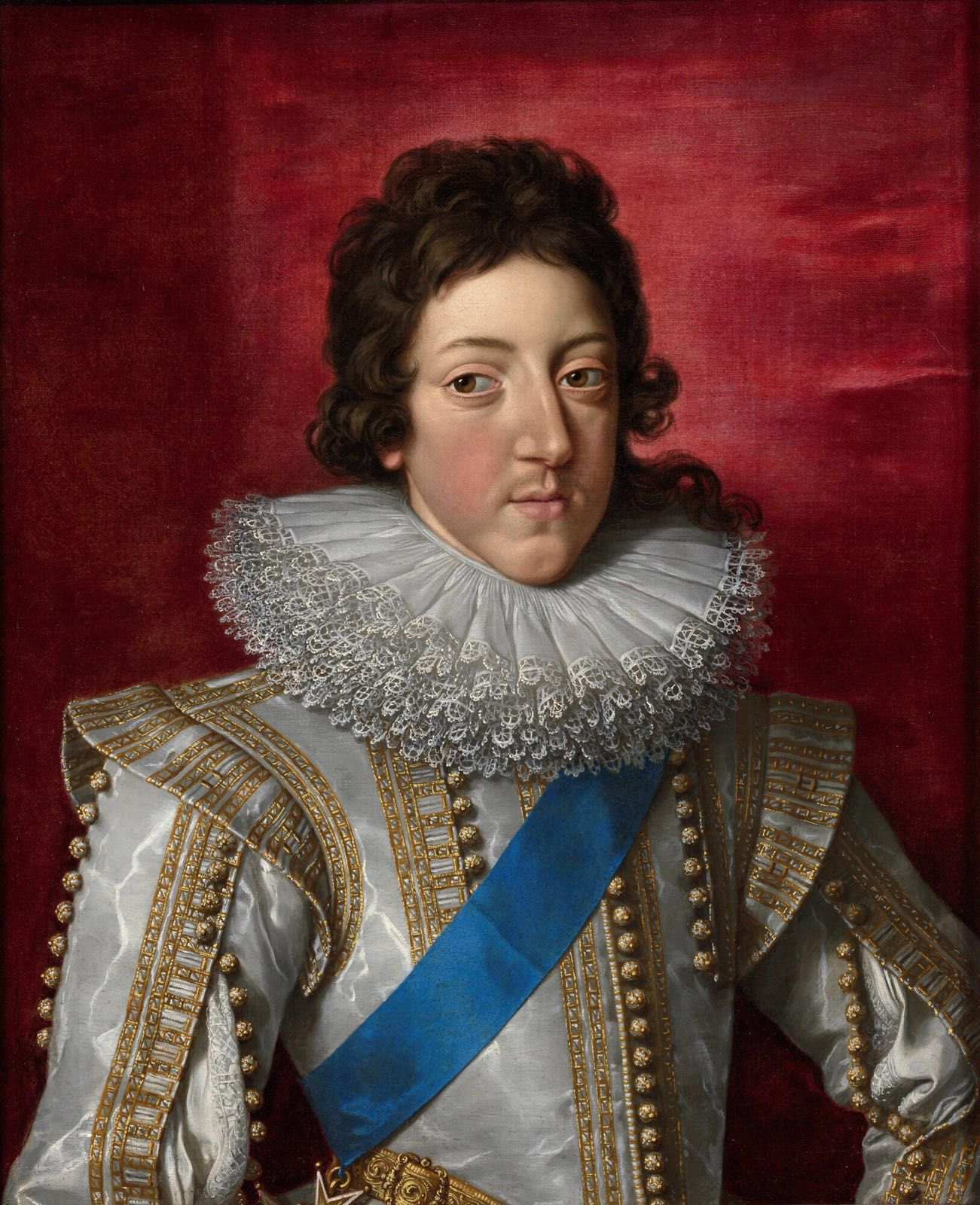
Портрет короля Людовика XIII (атрибутируется). Холст, масло. Местонахождение неизвестно
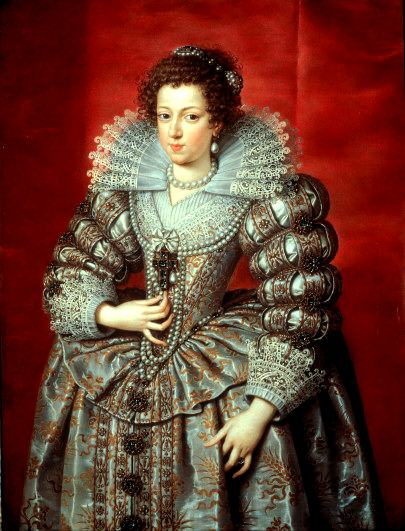
Анна Австрийская. 1616. Холст, масло. Кунстхалле, Карлсруэ
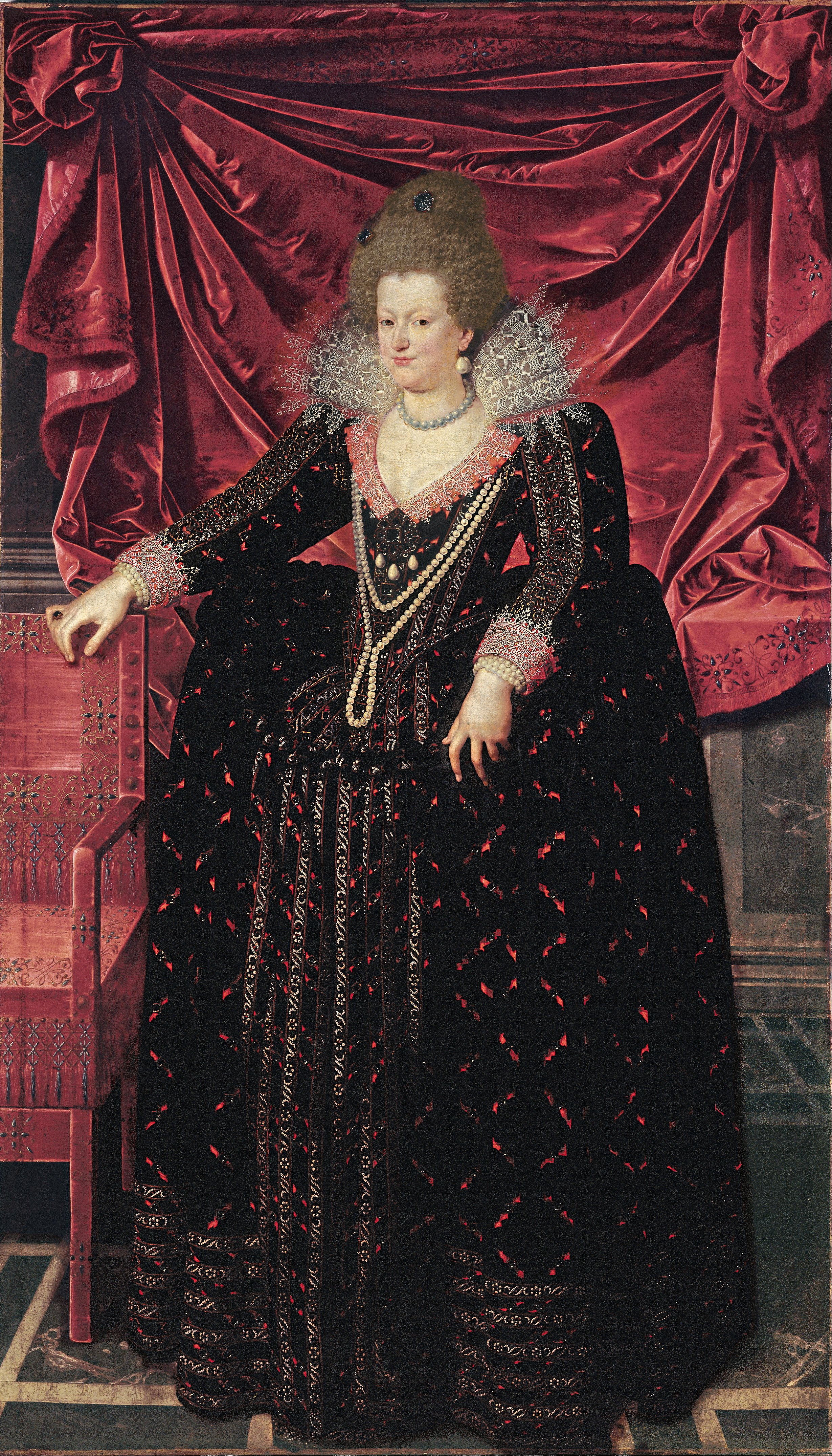
Портрет Марии Медичи. Ок. 1606. Холст, масло. Музей изобразительных искусств, Бильбао, Испания
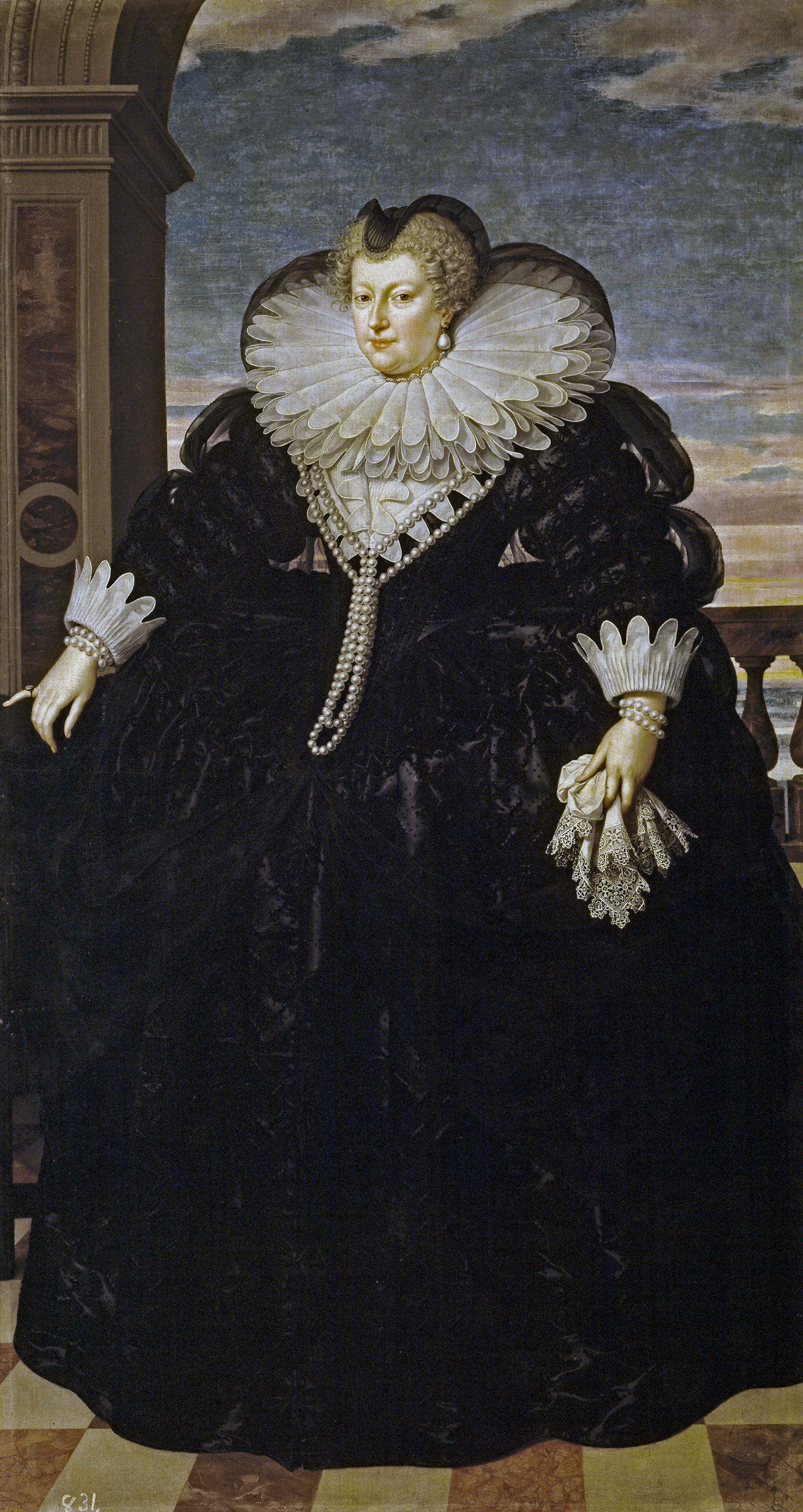
Мария Медичи. 1617. Холст, масло. Прадо, Мадрид